# Kirghizistan aux Jeux olympiques d'été de 2012
Le Kirghizistan participe aux Jeux olympiques d'été de 2012 à Londres. Il s'agit de sa 5e participation aux Jeux olympiques d'été.

## Athlétisme
| Épreuves   | Athlètes         | Résultats |
| ---------- | ---------------- | --------- |
| Femmes     |                  |           |
| Marathon   | Yuliya Arkhipova |           |
| Hommes     |                  |           |
| 800 mètres | Erzhan Askarov   |           |

## Haltérophilie
L'haltérophilie masculine Kirghiz est représentée par un seul athlète.
Hommes
| Épreuves | Athlètes          | Résultats |
| -------- | ----------------- | --------- |
| -56 kg   | Bekzat Osmonaliev |           |

## Judo
| Athlète            | Compétition           | 1/16 de finale      | 1/8 de finale       | Quarts de finale    | Demi-finales        | Repêchage 1         | Repêchage 2         | Finale              | Finale |
| Athlète            | Compétition           | Adversaire Résultat | Adversaire Résultat | Adversaire Résultat | Adversaire Résultat | Adversaire Résultat | Adversaire Résultat | Adversaire Résultat | Rang   |
| ------------------ | --------------------- | ------------------- | ------------------- | ------------------- | ------------------- | ------------------- | ------------------- | ------------------- | ------ |
| Chingiz Mamedov    | Moins de 90 kg hommes |                     |                     |                     |                     |                     |                     |                     |        |
| Iurii Krakovetskii | Plus de 100 kg hommes |                     |                     |                     |                     |                     |                     |                     |        |

## Lutte
Quatre lutteurs représenteront le Kyrgyzstan pour les Jeux Olympiques : trois hommes et une femme.
| Épreuves                   | Athlètes           | Résultats |
| -------------------------- | ------------------ | --------- |
| Lutte gréco-romaine hommes |                    |           |
| - de 55 kg                 | Arsen Eraliev      |           |
| - de 74 kg                 | Daniyar Kobonov    |           |
| Lutte libre hommes         |                    |           |
| - de 96 kg                 | Magomed Musaev     |           |
| Lutte libre femmes         |                    |           |
| - de 63 kg                 | Aisuluu Tynybekova |           |

## Natation
Deux nageurs kirghiz sont retenus au titre des « Universality Places » attribuées par la Fédération internationale de natation.
| Épreuves     | Athlètes            | Résultats |
| ------------ | ------------------- | --------- |
| Femmes       |                     |           |
| 200 m Brasse | Daria Talanova      |           |
| Hommes       |                     |           |
| 200 m Brasse | Dmitrii Aleksandrov |           |

## Taekwondo
Hommes
| Athlète        | Compétition | Tour préliminaire                 | Quarts de finale    | Demi-finales        | Repêchage 1         | Repêchage 2         | Finale              | Finale |
| Athlète        | Compétition | Adversaire Résultat               | Adversaire Résultat | Adversaire Résultat | Adversaire Résultat | Adversaire Résultat | Adversaire Résultat | Rang   |
| -------------- | ----------- | --------------------------------- | ------------------- | ------------------- | ------------------- | ------------------- | ------------------- | ------ |
| Rasul Abduraim | -80 kg      | Mauro Sarmiento 1-5 (élimination) | -                   | -                   | -                   | -                   | -                   | -      |

## Tir
Hommes
| Athlètes        | Compétitions                 | Qualification | Qualification | Finale | Finale |
| Athlètes        | Compétitions                 | Points        | Rang          | Points | Rang   |
| --------------- | ---------------------------- | ------------- | ------------- | ------ | ------ |
| Ruslan Ismailov | Carabine à 10 m air comprimé | 593           | 21e           |        |        |
| Ruslan Ismailov | Carabine à 50 m 3 positions  | 1146          | 40e           |        |        |

## Voile
Hommes
| Épreuves | Athlètes      | Résultats |
| -------- | ------------- | --------- |
| Laser    | Ilya Ignatiev |           |